# 138-й центр спеціального призначення
Центр спеціального призначення (протидії диверсіям та терористичним актам) імені князя Володимира Святославича (ЦСпП (ПД та ТА), в/ч А0952) — підрозділ спеціального призначення Військової служби правопорядку Збройних сил України.

## Історія
Створений 11 липня 2006 року, дислокується в м. Васильків Київської області. Особовий склад центру — виключно офіцери, які висловили особисте бажання служити в підрозділі, пройшли ретельний добір та кандидатура яких ухвалена офіцерським колективом центру.
Основне призначення — протидія диверсіям та терористичним актам на важливих військових та державних об'єктах, надання допомоги місцевим підрозділам різних силових структур тощо. Після російського вторгнення у 2022 році завданнями центру також є охорона важливої західної військової техніки, що її надають Україні партнерські країни.
Структура: кілька відділень спеціального призначення, бойового забезпечення, забезпечення зв'язку, РЕБ та інші. Озброєння та військова техніка: БТР, бронеавтомобілі «Варта», «Спартан», штурмові гвинтівки «Вулкан» («Малюк»), пістолети «Форт-14 ТП», снайперські гвинтівки UAR-10, Savage 338 та інше.
Військовослужбовці мають водолазну, повітрянодесантну, гірську (альпіністську), снайперську підготовку, навички звільнення заручників та захоплених приміщень. На базі центру проходять курси підготовки особистих охоронців для керівного складу Міністерства оборони України та представників іноземних військових делегацій. Особовий склад центру залучають для тестування новинок обмундирування, спорядження та озброєння.

### Участь у бойових діях
Від квітня 2014 року бере участь у російсько-українській війні.
Під час російського вторгнення наприкінці лютого 2022 року особовий склад Центру відіграв важливу роль у відбитті спроби захоплення аеродрому 40-ї бригади тактичної авіації та штабу повітряного командування «Центр».
Протягом 2022 року офіцери центру за особисту мужність і самовіддані дії, виявлені у захисті державного суверенітету та територіальної цілісності України, неодноразово відзначені державними нагородами.
За деякими даними з відкритих джерел, підрозділи центру залучені до охорони та оборони важливої західної бойової техніки.

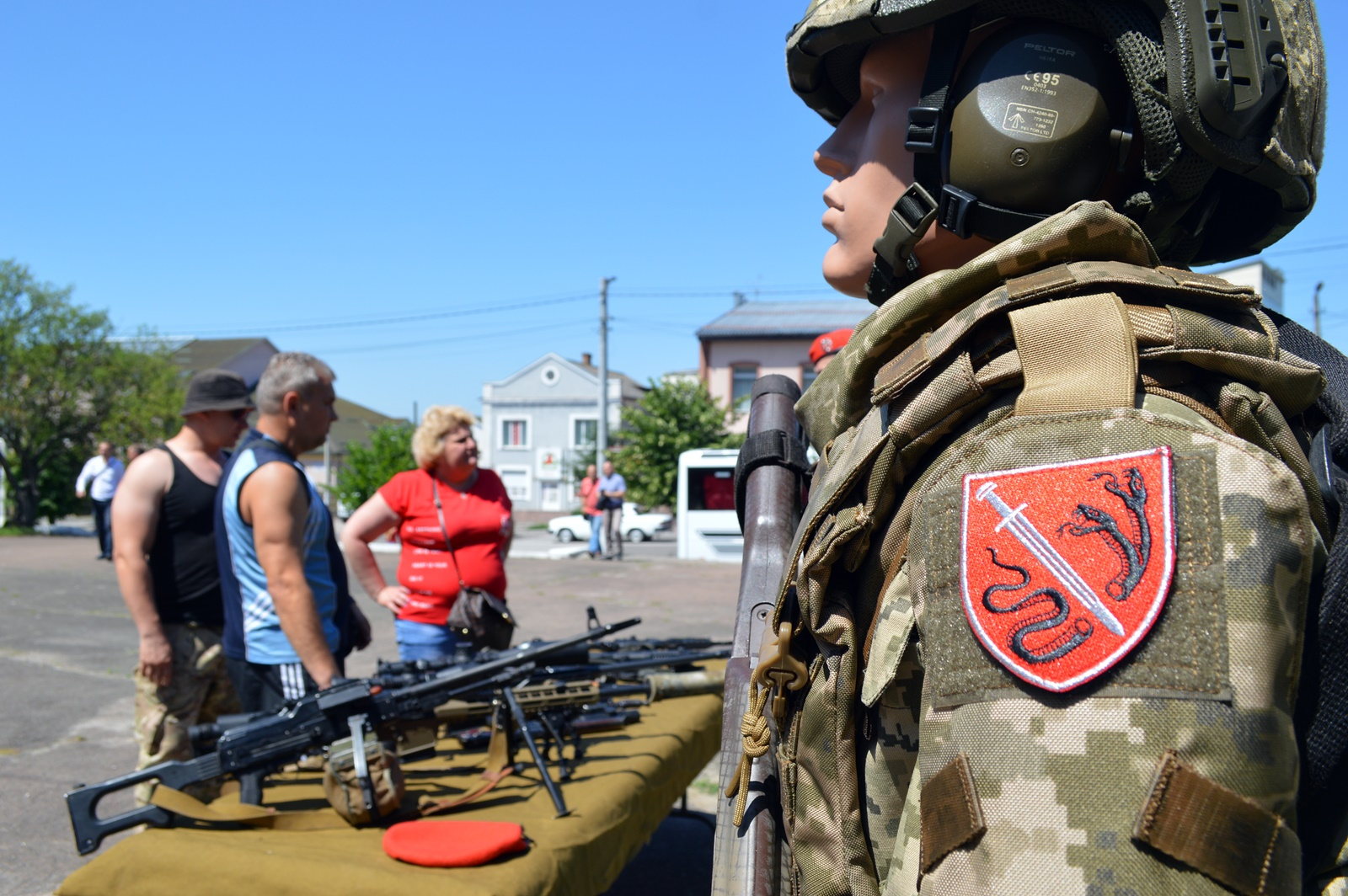
Виставка до дня військової частини, 2021 рік

## Командування
- полковник Столярчук Богдан Валентинович (з лютого 2020)[7]
- полковник Борисовський Олександр Степанович (2013 — лютий 2020)[7][3]

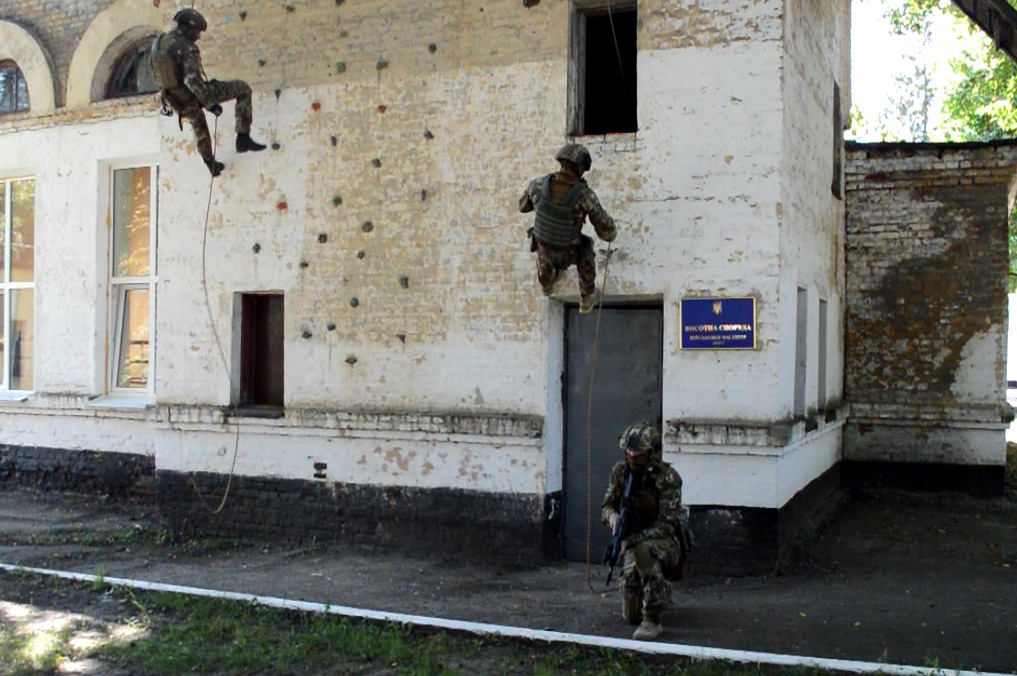
Показовий виступ: штурм споруди

## Відзнаки
23 серпня 2021 року «з метою відновлення історичних традицій національного війська щодо назв військових частин, зважаючи на зразкове виконання покладених завдань, високі показники в бойовій підготовці, з нагоди 30-ї річниці незалежності України» отримав почесне найменування «імені князя Володимира Святославича».
6 грудня 2022 року 138-й центр спеціального призначення (протидії диверсіям та терористичним актам) імені князя Володимира Святославича указом Президента України Володимира Зеленського відзначений почесною відзнакою «За мужність та відвагу».

## Традиції

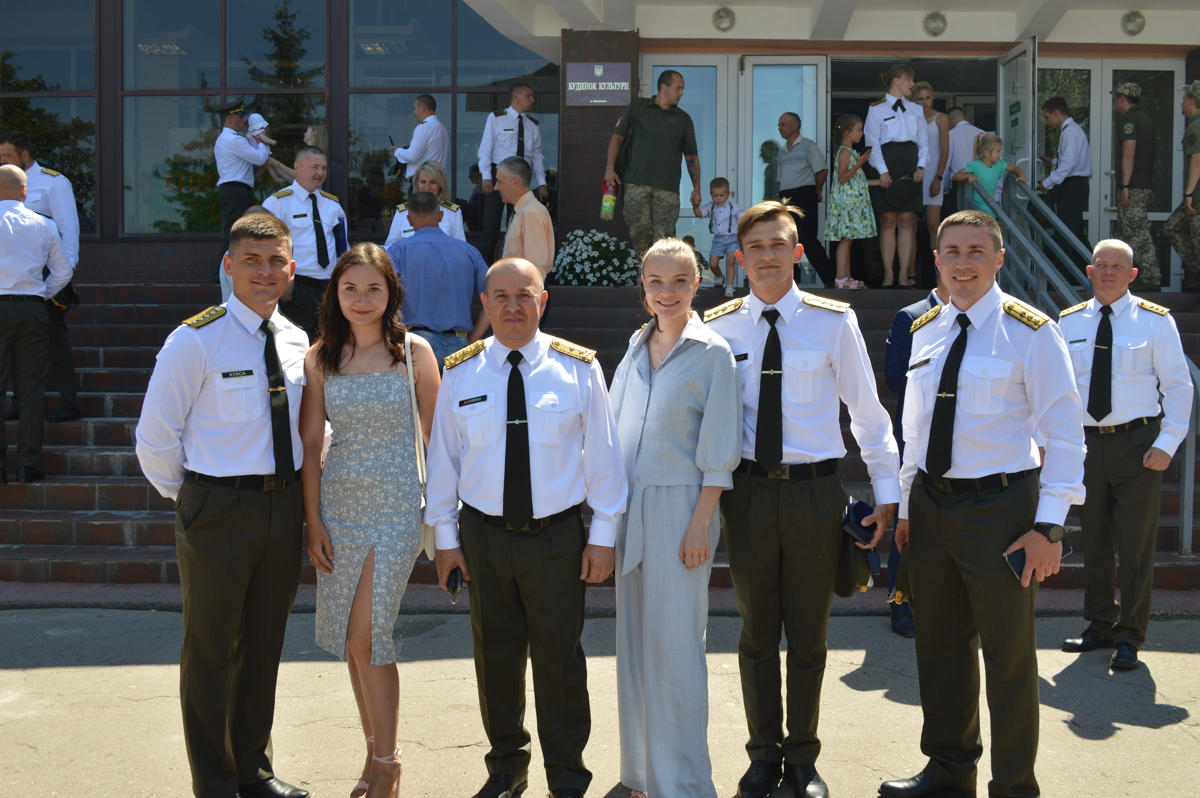
Офіцери центру на день військової частини (справа — командир центру полковник Столярчук)

Щоб отримати повноколірний нарукавний знак центру, військовослужбовці мають заслужити право на його носіння після успішного проходження спарингів, бігу в повній амуніції, важких фізичних навантажень, відмінної стрільби.
У мирний час офіцери центру щонайменше один день на тиждень на службі спілкуються виключно англійською мовою.
Серед офіцерів центру багато майстрів та кандидатів у майстри у військово-прикладних та інших видах спорту. Беручи участь у змаганнях серед спецпідрозділів ЗСУ та інших відомств, офіцери постійно виборювали перші місця. Командир центру Богдан Столярчук — чемпіон України з рукопашного бою.